# Lasioglossum sexmaculatum
De Lasioglossum sexmaculatum (tên tiếng Anh: noordelijke groefbij) là một loài Hymenoptera trong họ Halictidae. Loài này được Schenck mô tả khoa học năm 1853.